# Theodor Meyer-Merian

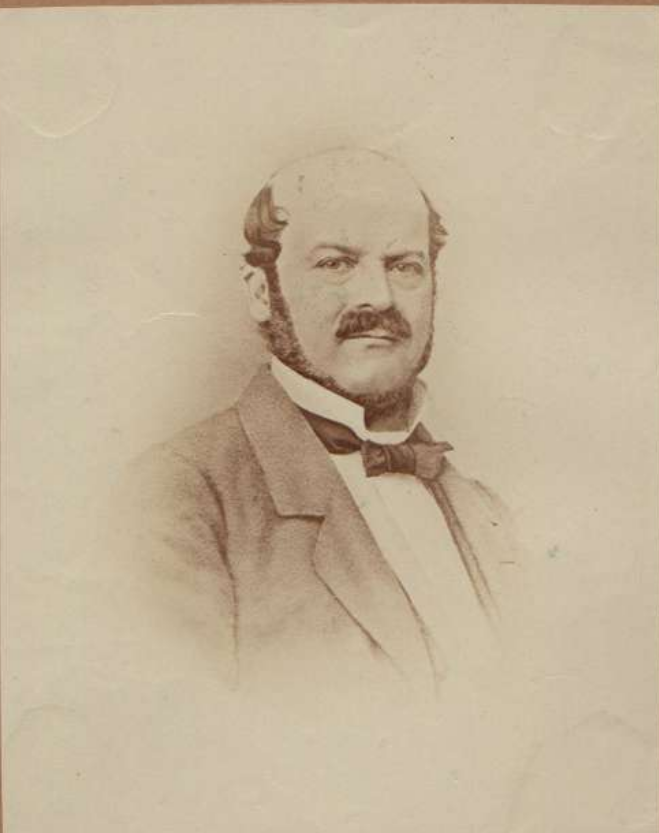
Theodor Meyer-Merian

Theodor Meyer, ab 1846 Meyer-Merian (* 14. Januar 1818 in Basel; † 5. Dezember 1867 ebenda), war ein Schweizer Mediziner und Schriftsteller.

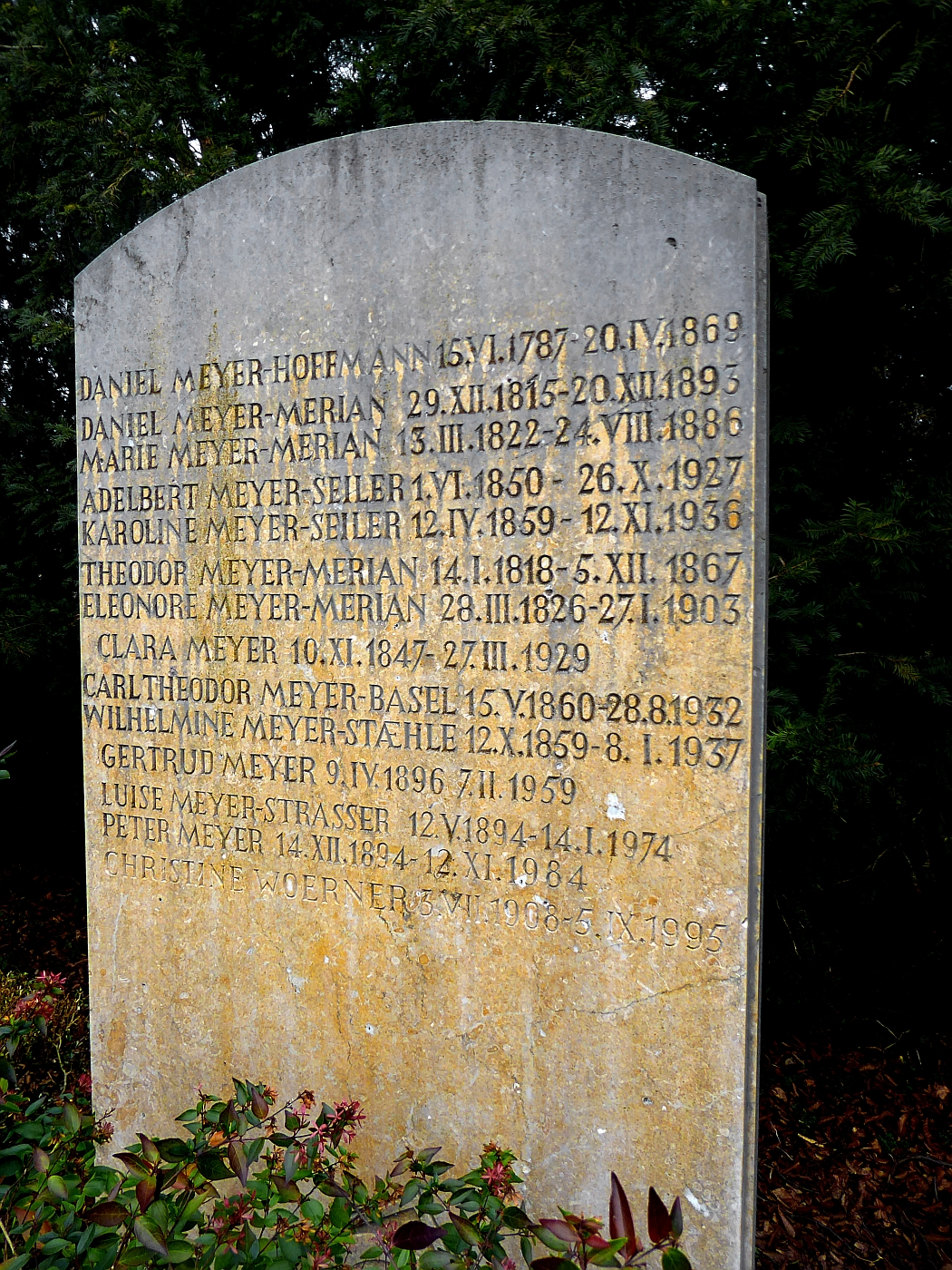
Familiengrab auf dem Friedhof am Hörnli

## Leben
Theodor Meyer-Merian war der Sohn des Kaufmanns Daniel Meyer vom Pfeil. Der Basler Bürgermeister Adelberg Meyer zum Pfeil war einer seiner Vorfahren. Meyer-Merian absolvierte das Pädagogium Basel. 1837 erfolgte die Immatrikulation an der Universität Basel. Er studierte Medizin und verbrachte dabei zwei Semester an der Universität Freiburg im Breisgau. Ausserdem konnte er sich eine Zeitlang an der Charité in Berlin weiterbilden. Nachdem er nach Basel zurückgekehrt war, wurde er 1841 mit einer Dissertation zum Leberkarzinom zum Dr. med. promoviert. Anschliessend war er als Assistenzarzt bei Karl Gustav Jung tätig. In dieser Zeit begann er seine schriftstellerische Arbeit.
Meyer-Merian eröffnete 1846 seine eigene Arztpraxis und habilitierte sich an der Medizinischen Fakultät der Universität Basel, an der er damit Privatdozent wurde. 1846 heiratete er Elonore Merian aus dem alten Basler Patriziergeschlecht Merian und führte fortan den Doppelnamen Meyer-Merian. Meyer-Merian haderte mit dem Arztberuf und seiner Praxis, weshalb er diese 1851 wieder aufgab und das Amt des Spitalmeisters am Bürgerspital Basel übernahm. Dieses Amt hatte er bis zu seinem Tod inne. Er reorganisierte das Spitalwesen, verbunden mit Plänen zur baulichen Vergrösserung, und dämmte die Typhus- und Choleraepidemien ein.
Meyer-Merian, der als beliebter Schriftsteller einen Erziehungsauftrag für sich und seine Schriften sah, war 1855 Präsident der Gesellschaft für das Gute und Gemeinnützige Basel und 1860 Mitgründer der Basler Medizinischen Gesellschaft. 1863 gehörte er zu den Mitgründern der Allgemeinen Krankenpflege. Er erlebte 1867 noch die Aufführung seines Werkes Samuel Henzi und starb wenige Zeit später an Leberkrebs.
Der Maler und Grafiker Carl Theodor Meyer-Basel war sein Sohn, der Architekt und Kunsthistoriker Peter Meyer sein Enkel. Seine letzte Ruhestätte fand er auf dem Friedhof am Hörnli.

## Werke (Auswahl)
- Aus den Liedern eines Schweizers. Meyer & Zeller, Zürich 1844.
- Wintermayeli. Schweighauser, Basel 1857.
- Johanna oder Himmel und Erde aus dem Leben eines Weibes. Weber, Leipzig 1858.
- Sicherer Wegweiser zu einer guten und gesunden Wohnung. Bahnmaier, Basel 1860.
- Us der Heimet: Ein neues Büscheli Wintermayeli. Georg, Basel 1860.
- Dienen und Verdienen: Eine Dienstbotengeschichte. Weber, Leipzig 1865.
- Volksliteratur und Volksschrift. Basel 1867.
- Entschwundne Zeiten: Nachgelassene Erzählungen und Bilder von Theodor Meyer-Merian. Georg, Basel 1869.

Daneben veröffentlichte er von 1853 bis 1856 vier Jahrgänge eines Schweizerischen Hausboten und von 1863 bis 1865 den Kalender des Basler hinkenden Boten.